# Prima battaglia di Krithia
La prima battaglia di Krithia fu la prima avanzata dell'Intesa della campagna dei Dardanelli, durante la prima guerra mondiale. Cominciata tre giorni dopo lo sbarco a Capo Elles, il 28 aprile, l'attacco fu bloccato dai turchi per colpa di una scarsa organizzazione anglo-francese, di una mancanza di comunicazione e per la stanchezza e la demoralizzazione delle truppe.

## Antefatti
Dopo aver stabilito delle teste di ponte a Capo Elles e all'Anzac Cove, in seguito agli sbarchi del 25 aprile 1915, il comandante in capo Ian Hamilton era determinato ad avanzare lungo la penisola di Gallipoli, sfondando con le forze principali britanniche le linee difensive turche, catturare il villaggio di Krithia e così unirsi alle forze dell'Anzac Cove.
Il comandante delle truppe che avrebbero attaccato, Aylmer Hunter-Weston, aveva subito gravi perdite, tra i suoi uomini, già durante gli sbarchi, e poteva contare su 20 000 uomini, 14 000 britannici e 5 000 francesi. Questi ultimi appartenevano alle truppe coloniali francesi e il giorno degli sbarchi avevano creato un diversivo sulle sponde asiatiche dello stretto.
Inoltre la posizione di approvvigionamento di Hunter-Weston era critica. Sulle spiagge erano sbarcati solo 28 cannoni, molte mitragliatrici erano andate perdute e non vi erano sufficienti animali da soma, così che le truppe erano tenute a trasportare tutte le loro attrezzature, cibo e munizioni.
Ad affrontare gli anglo-francesi, in 7 km di trincee lungo la punta meridionale della penisola vi era una forza equivalente turca, comandata sul luogo dal tedesco Liman von Sanders.

## Battaglia

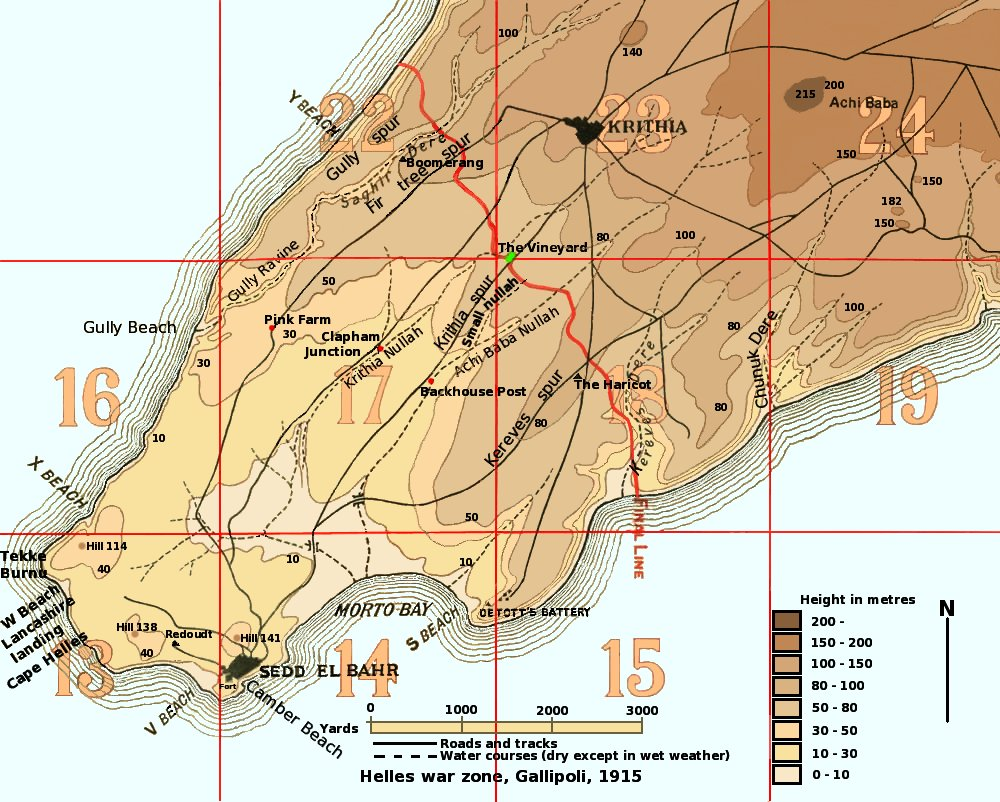
Mappa della zona di guerra nel 1915

Hamilton ordinò ad Hunter Weston di prendere il controllo di Krithia, nelle immediate retrovie delle linee turche, e con essa Achi Baba, una collina ottimamente difesa di 200 m d'altezza, a circa 2 km dietro a Krithia. Hamilton. Una volta presa Krithia, le truppe dell'Intesa avrebbero proseguito per nord, respingendo i turchi dalle loro difese lungo lo stretto. L'ultimo atto della campagna sarebbe stato catturare la capitale turca, Istanbul, e ottenere il controllo del canale per poter rifornire gli alleati russi.
Il 28 aprile 1915, alle ore 08:00 iniziò, con un moderato bombardamento, la prima delle tre battaglie di Krithia. I britannici attaccarono l'estremo fianco sinistro turco, mentre i francesi, del generale d'Amade, attaccarono l'estremo fianco destro del nemico. L'intenzione di Hunter Weston era di aggirare Krithia e di conquistarla dalle retrovie turche.
Entrambi gli attacchi furono respinti dai turchi, nonostante l'incoraggiamento dovuto a degli iniziali progressi. I turchi iniziarono un contrattacco sulle linee britanniche da sinistra. L'assalto all'arma bianca turco ruppe le linee inglesi, i quali furono salvati da un prolungato bombardamento navale della HMS Queen Elizabeth.
Gli attacchi al centro della linea, contro appena 200 soldati turchi, furono respinti con gravissime perdite. Realizzata l'inutilità degli attacchi, il generale Hunter Weston interruppe le manovre alle 18:00. Le truppe ritornarono così alle trincee che avevano lasciato la mattina stessa.

## Conseguenze
Tre giorni dopo, il Ministro della Guerra turco, Ismail Enver, ordinò al comandante von Sanders di reagire all'attacco nemico, contrattaccando. I britannici e i francesi resistettero e contrattaccarono a loro volta, dopo aver ricevuto dei rifornimenti. Il 6 maggio 1915 iniziò la seconda battaglia di Krithia.